# Meczet Imama Alego w Kopenhadze
Meczet Imama Alego (duń. Imam Ali-moskeen, arab. ‏مسجد الإمام علي‎) – szyicki meczet w Bispebjerg, dzielnicy Kopenhagi. Został nazwany na cześć Alego, zięcia Mahometa.
Meczet oferuje szereg zajęć dla muzułmanów w Danii, w zależności od grupy wiekowej, płci i znajomości języka. Większość programów i przemówień jest w języku perskim i arabskim. Jednak od czasu inauguracji nowego wielkiego meczetu, organizowane są programy również w języku duńskim.
Co roku w urodziny proroka Mahometa (Maulid) meczet zaprasza czołowe postacie religijne na konferencję. Wśród uczestników są zarówno muzułmanie, jak i przedstawiciele innych religii.

## Budynek
W 2009 r. znaczna większość w Radzie Miejskiej Kopenhagi przyjęła miejscowy plan zagospodarowania przestrzennego, który umożliwił budowę nowego meczetu w centrum Kopenhagi.
Projekt miał kosztował 40-50 mln koron duńskich. Meczet został ufundowany z prywatnych datków i przy wsparciu bogatych Irańczyków. 
Budynek meczetu o powierzchni 2100 m² zaprojektowano w stylu neoirańskim, posiada on dwa minarety i turkusową kopułę, może pomieścić 1500 osób. 
Został otwarty 1 października 2015 roku.